# Presidente Prudente
Presidente Prudente este un oraș în São Paulo (SP), Brazilia.